# Victor Garber
Victor Jay Garber (ur. 16 marca 1949 w London) – kanadyjski aktor i muzyk.

## Życiorys
Urodził się w London w Kanadzie w rodzinie pochodzenia rosyjsko-żydowskiego jako syn Hope Garber (z domu Bessie Hope Wolf) i Josepha „Joego” Garbera. Miał brata, Nathana, i siostrę, Alisę.
Mając dziewięć lat występował na scenie. W wieku 16 lat studiował w Hart House na Uniwersytecie w Toronto.
W 1972 zagrał Jezusa w musicalu Stephena Schwartza Godspell u boku Eugene’a Levy’ego, Andrei Martin, Gildy Radner, Dave’a Thomasa i Martina Shorta. W 1973 otrzymał Theatre World Award za rolę Osvalda Alvinga w produkcji off-broadwayowskiej Duchy. Był też nominowany do Tony Award w sztukach broadwayowskich: komedii kryminalnej Śmiertelna pułapka Iry Levina (1978) jako Clifford Anderson, musicalu Mały ja Neila Simona (1982) jako Noble Eggleston, Val du Val, Fred Poitrine i Noble Junior, komedii Lend Me a Tenor (1989) jako Max oraz komedii muzycznej Cholerni Jankesi (1994) jako Applegate.
Na ekranie zadebiutował w roli Jezusa w filmowej wersji w musicalu Godspell (1973) z Davidem Haskellem. Wystąpił jako Marie Joseph de La Fayette w telewizyjnym dramacie historycznym Hallmark Channel Valley Forge (1975). W  kasowym filmie Jamesa Camerona Titanic (1997) zagrał postać konstruktora Thomasa Andrewsa. Zdobył nominację do nagrody Emmy za rolę Sidneya Lufta w biograficznym dramacie muzycznym Historia Judy Garland (Life with Judy Garland: Me and My Shadows, 2001), jako Ferguson w sitcomie Frasier (2000), jako Jack Bristow w serialu Agentka o stu twarzach (Alias, 2001–2006) i jako Peter Bovington w sitcomie Will & Grace (2004).
Wystąpił też jako Greg w komedii romantycznej Nory Ephron Bezsenność w Seattle (Sleepless In Seattle, 1993), Bill Atchison w komedii Hugh Wilsona Zmowa pierwszych żon (The First Wives Club, 1996), profesor Callahan w komedii Legalna blondynka (Legally Blonde, 2001), Robert Foster w familijnym melodramacie fantasy Źródło młodości (Tuck Everlasting, 2002), major George Moscone w dramacie biograficznym Gusa Van Santa Obywatel Milk (Milk, 2008) i Kenneth D. Taylor w dreszczowcu Bena Afflecka Operacja Argo (Argo, 2012).

## Życie prywatne
W 2012 dokonał publicznego coming outu.

## Filmografia

### Filmy
- 1992: Samotnicy (Singles) jako ojciec dziecka
- 1993: Bezsenność w Seattle (Sleepless in Seattle) jako Greg
- 1993: Mikey i ja (Life with Mikey) jako Brian Spiro
- 1994: Klub „Exotica” (Exotica) jako Brian Spiro
- 1994: Wariackie święta (Mixed Nuts) jako zirytowany sąsiad (głos)
- 1995: Jeffrey jako Tim
- 1996: Zmowa pierwszych żon (The First Wives Club) jako Bill Atchison
- 1996: Pokój Marvina (Marvin’s Room)
- 1997: Titanic jako Thomas Andrews
- 1998: Jak Stella zdobyła miłość (How Stella Got Her Groove Back) jako Isaac
- 2001: Zawód święty Mikołaj (Call Me Claus) jako Taylor
- 2001: Historia Judy Garland (Life with Judy Garland: Me and My Shadows, TV) jako  Sidney Luft
- 2001: Legalna blondynka (Legally Blonde) jako prof. Callahan
- 2002: Źródło młodości (Tuck Everlasting) jako Robert Foster
- 2002: Podejrzana (Home Room) jako detektyw Martin Van Zandt
- 2008: Obywatel Milk (Milk) jako major George Moscone
- 2009: Star Trek jako klingoński przesłuchujący
- 2009: Zielona Latarnia: Pierwszy lot (Green Lantern: First Flight) jako Sinestro (głos)
- 2010: To znowu ty (You Again) jako Mark
- 2010: Miasto złodziei (The Town) jako David, asystent kierownika banku
- 2011: Kung Fu Panda 2 jako mistrz grzmiącego nosorożca (głos)
- 2012: Operacja Argo (Argo) jako Ken Taylor
- 2015: Sicario jako Dave Jennings

### Seriale TV
- 1986: Guiding Light jako detektyw Frank Minnelli
- 2000: Frasier jako Ferguson
- 2001–2006: Agentka o stu twarzach (Alias) jako Jack Bristow
- 2004: Will & Grace jako Peter Bovington
- 2009: Glee jako pan Schuester, ojciec Willa Shuestera
- 2009–2014: Web Therapy (serial internetowy) jako Kip Wallice
- 2016–2017, 2021: DC’s Legends of Tomorrow jako Martin Stein / Firestorm / Eobard Thawne / Sir Henry Stein
- 2017: Współczesna rodzina (Modern Family) jako Charles Dumont
- 2017–2019: Orville jako admirał Halsey
- 2019: Supergirl jako Martin Stein / Firestorm
- 2017: Arrow jako Martin Stein / Firestorm
- 2018: Mustang: Duch wolności (Spirit Riding Free) jako James Sr.
- 2019: Opowieści z San Francisco (Tales of the City) jako Sam Garland
- 2020: Schitt’s Creek jako Clifton Sparks